# Coccocypselum bahiense
Coccocypselum bahiense är en måreväxtart som beskrevs av C.B.Costa. Coccocypselum bahiense ingår i släktet Coccocypselum och familjen måreväxter. Inga underarter finns listade i Catalogue of Life.